# Psacadonotus seriatus
Psacadonotus seriatus é uma espécie de insecto da família Tettigoniidae.
É endémica da Austrália.